# Eyalet dello Yemen
L'eyalet dello Yemen (in turco: Eyalet-i Yemen), fu un eyalet dell'Impero ottomano nell'area corrispondente all'attuale Yemen.

## Storia
Nel 1516, l'Egitto dei mamelucchi riuscì ad annettersi lo Yemen, ma l'anno successivo il governatore mamelucco locale si arrese agli ottomani e le armate turche riuscirono ad entrare nell'area. I governi dell'imam zaydista, al-Mansur al-Qasim (r.1597–1620), e dal 1636, dei capi tribù zaydi portarono ad un completo mutamento dell'area.
Dal XVII secolo sino alla metà dell'Ottocento, gli ottomani mantennero però de facto il controllo stretto solo delle aree costiere isolate, mentre le alture interne della regione erano nelle mani degli imam zaydi. Negli anni '30 dell'Ottocento, aiutati dal crollo del potere degli imam locali e per una serie di divisioni interne causate dalla Guerra di Crimea, gli ottomani riuscirono a riprendere saldamente il controllo anche della regione settentrionale dello Yemen.

## Geografia antropica

### Suddivisioni amministrative
I sanjak dell'eyalet dello Yemen nel XIX secolo erano:
1. sanjak di Mokha
2. sanjak di Eharish (Abu `Arish?)
3. sanjak di Massu

## Governatori

### Primo periodo ottomano
- Mustafa Pascià al-Nashshar (1539/40–1549)
- Özdemir Pascià (1549–1554)
- Mustafa Pascià al-Nashshar (1554–1555/56)
- Kara Shahin Mustafa Pascià (1556–1560)
- Mahmud Pascià (1561–1565)
- Ridwan Pascià (1565–1567)
- Özdemiroğlu Osman Pascià (1569–1573)
- Murad Pascià (1576–1580)[2]
- Hasan Pascià (1580–1604)[2]
- Ja'far Pascià (1607–1616)[2]
- Mehmed Pascià (1616–1621)[2]
- Ahmad Fadli Pascià (1622–1624)[2]
- Haydar Pascià (1624–1629)[2]
- Aydin Pascià (1628–1630)[2]
- Qansuh Pascià (1629–1635)[2]

### Secondo periodo ottomano[3]
- Mustafa Sabri Pasha (maggio 1850 - marzo 1851)
- Mehmed Sirri Pasha (marzo 1851 - ottobre 1851)
- Bonaparta Mustafa Pasha (ottobre 1851 - maggio 1852)
- Kürt Mehmed Pasha (maggio 1852 - maggio 1856)
- Babanli Ahmed Pasha (maggio 1856 - dicembre 1862)
- Musullu Ali Yaver Pasha (dicembre 1862 - agosto 1864)